# Gorkhapatra
Gorkhapatra és el diari nacional de propietat estatal en nepalès més antic del Nepal. Va començar com a setmanari el maig de 1901 i es va convertir en diari el 1961. Està gestionat pel Gorkhapatra Sansthan. The Rising Nepal és el diari germà de Gorkhapatra, però publicat en anglès.
És el sisè diari més antic en publicació contínua al sud d'Àsia i el més antic del Nepal. Gorkha Bharat Jiban, editat per Motiram Bhatta es va publicar a per primera vegada a Varanasi l'any 1886, i es considera la primera revista de notícies en nepalès que s'ha publicat mai. Gorkhapatra és el segon diari en nepalès publicat al Nepal, després de Sudha Sagar.